# David Bitan
David Bitan hebrejsky דוד ביטן‎ (* 8. dubna 1962 Maroko), je izraelský politik; poslanec Knesetu za stranu Likud.

## Biografie
Profesí je právníkem. Je ženatý, má dvě děti. Po cca 27 let působil v městské radě v Rišon le-Cijon a roku 2015 se uvádí, že v posledních devíti letech je náměstkem starosty. Do Knesetu chtěl kandidovat již ve volbách v roce 2013, ale nebyl zvolen.
Ve volbách v roce 2015 byl zvolen do Knesetu za stranu Likud.